# Pomianowo-Dzierki
Pomianowo-Dzierki – wieś w Polsce położona w województwie mazowieckim, w powiecie płońskim, w gminie Dzierzążnia. Wieś leży nad Płonką.
W latach 1975–1998 miejscowość położona była w województwie ciechanowskim.